# Fornicatus
Fornicatus austriacus
Genre
Espèce
Fornicatus est un genre fossile de requins Carcharhiniformes qui a vécu lors du Crétacé inférieur. 
Une seule espèce est connue, Fornicatus austriacus, nommée par Iris Fuchs en 2018.
De fornicatus, a, um, terme latin qui signifie forniqué, c'est-à-dire arqué, courbé. 

## Présentation
Ses restes fossiles ont été mis au jour en Autriche. 
Il est proche du genre Altusmirus.